# María Fernanda Orozco
María Fernanda Orozco Castro (Mexicali, 25 gennaio 1998) è una pesista messicana.

## Biografia
Orozco è attiva nelle competizioni internazionali giovanili a partire dal 2014, anno in cui ha anche partecipato e vinto una medaglia d'argento ai Giochi olimpici giovanili di Nanchino. Nel 2018 ha vinto la medaglia di bronzo ai Giochi centramericani e caraibici in Colombia, alle spalle della trinidadiana Cleopatra Borel e cubana Yaniuvis López, occasione in cui ha migliorato il suo record personale e stabilitone uno nuovo per il suo paese.
Dal 2016 al 2019 ha vinto quattro titoli nazionali nel getto del peso.

## Palmarès
| Anno | Manifestazione              | Sede         | Evento           | Risultato | Prestazione | Note             |
| ---- | --------------------------- | ------------ | ---------------- | --------- | ----------- | ---------------- |
| 2014 | Campionati CAC U18          | Morelia      | Getto del peso   | Oro       | 17,64 m     |                  |
| 2014 | Campionati CAC U18          | Morelia      | Lancio del disco | Oro       | 46,87 m     |                  |
| 2014 | Mondiali juniores           | Eugene       | Getto del peso   | 26ª (q)   | 13,44 m     |                  |
| 2014 | Giochi olimpici giovanili   | Nanchino     | Getto del peso   | Argento   | 17,55 m     |                  |
| 2015 | Mondiali allievi            | Cali         | Getto del peso   | 27ª (q)   | 14,09 m     |                  |
| 2016 | Mondiali U20                | Bydgoszcz    | Getto del peso   | 5ª        | 15,94 m     |                  |
| 2017 | Campionati panamericani U20 | Trujillo     | Getto del peso   | Argento   | 16,57 m     |                  |
| 2017 | Campionati panamericani U20 | Trujillo     | Lancio del disco | 8ª        | 45,71 m     |                  |
| 2017 | Universiadi                 | Taipei       | Getto del peso   | 8ª        | 16,44 m     |                  |
| 2018 | Giochi CAC                  | Barranquilla | Getto del peso   | Bronzo    | 17,88 m     | Record nazionale |
| 2019 | Universiadi                 | Napoli       | Getto del peso   | 14ª (q)   | 15,37 m     |                  |